# Crack (band)
Crack was een Spaanse progressieve rock- en symfonische rockband uit Gijón, opgericht in 1977. De groep maakte deel uit van de golf van progressieve en symfonische bands die het hoogtepunt van de Spaanse progressieve rock kenmerkten. In deze periode hadden veel bands – waaronder Crack – te maken met financiële moeilijkheden, omdat ze artistieke integriteit verkozen boven commerciële eisen van de radio. Factoren zoals beperkte technische middelen, veranderende publieksvoorkeuren, druk vanuit de muziekindustrie en interne conflicten leidden uiteindelijk tot het einde van de band.

## Geschiedenis
Crack werd eind 1977 opgericht. Oprichter Mento Hevia ontmoette kort daarvoor Antón en later Manolo Jiménez. Na enkele gezamenlijke muzikale projecten besloot Hevia contact op te nemen met Alberto Fontaneda, een studiegenoot aan de rechtenfaculteit van de Universiteit van  Oviedo, die de groep aanvulde als zanger en fluitist. Crack begon als een vierkoppige band zonder elektrische gitaar en trad op waar mogelijk. Later werd gitarist Rafael Rodríguez toegevoegd, en uiteindelijk verving Álex Cabal bassist Vidal Antón.

## Album
Het enige album van Crack, Si Todo Hiciera Crack, werd in vijf dagen opgenomen in de Audiofilm Studios in Madrid en uitgebracht door Chapa Discos. Zangeres Encarnación González ("Cani") verzorgde op meerdere nummers de vrouwelijke vocalen. De productie werd door de band zelf gedaan. De platenmaatschappij investeerde weinig in promotie, mede doordat de aandacht uitging naar commerciëlere genres, terwijl de Spaanse new wave ("La Movida") aan belang won. Hoewel het album werd gewaardeerd om zijn symfonische en progressieve composities, bleef commercieel succes uit.
De band viel in 1980 uiteen door interne conflicten, financiële problemen en moeilijkheden om het project voort te zetten. Het album bevat zeven nummers, waarin symfonische elementen, Spaanse invloeden en progressieve rockstructuren samenkomen. De meeste nummers hebben geen klassieke refreinen en vertellen verhalen met elementen van fantasie en mythologie.

### Selectie van nummers
- Descenso en el Mahëllstrom[5][4] – geïnspireerd door Edgar Allan Poe, over de strijd van een man na een scheepsramp in de maalstroom.
- Amantes de la Irrealidad[4] – een symfonisch werk met tempowisselingen, mellotronpassages en krachtige gitaren, over de idealistische zoektocht naar geluk.
- Cobarde o Desertor[4] – behandelt dienstplicht, militarisme en oorlog, zoals ervaren door Spaanse jongeren.
- Buenos Deseos[4] – een kort, reflectief nummer.
- Marchando Una del Cid[5][4] – episch en middeleeuws, geïnspireerd door de laatste dagen van de legendarische Spaanse held  El Cid.
- Si Todo Hiciera Crack[4] – de titelsong gebruikt het beeld van een hamster in een rad als metafoor voor existentiële vragen.
- Epílogo[4] – een instrumentaal slotstuk.

## Stijl
De muziek van Crack is grotendeels instrumentaal en valt onder de symphonische progressieve rock. Kenmerkend zijn complexe composities zonder herhaalde refreinen en een continue muzikale ontwikkeling. De interactie tussen instrumenten zorgt voor een gelaagd geluid, waarin Europese progressieve rock wordt vermengd met Spaanse invloeden. De band gebruikte keyboards, gitaar en fluit, en liet zich inspireren door groepen als Genesis, Camel en  Jethro Tull, maar integreerde ook Spaanse folklore. De nummers bevatten lange instrumentale passages, onregelmatige maatsoorten en opvallende synthesizerklanken. De muzikanten hechten veel waarde aan melodie en interpretatie; de teksten behandelen vaak thema's als vrijheid en pastorale motieven. Volgens de band was hun stijl "impressionistisch", met Debussy en Ravel als harmonische invloeden.

## Betekenis
Hoewel de carrière van Crack kort was, wordt hun enige album beschouwd als een mijlpaal in de Spaanse progressieve rock. Het werd meerdere keren heruitgegeven, onder meer in Japan en Zuid-Korea, en blijft geliefd onder liefhebbers van progrock. De band wordt gewaardeerd om haar creativiteit en bijdrage aan het genre tijdens een moeilijke periode in de Spaanse muziekgeschiedenis.

## Bandleden
- Alberto Fontaneda – zang, gitaar, fluit
- Mento Hevia – keyboard, zang
- Álex Cabal – basgitaar
- Manolo Jiménez – drums
- Rafael Rodríguez – gitaar

## Discografie
| Jaar | Titel                 | Formaat | Opmerkingen      |
| ---- | --------------------- | ------- | ---------------- |
| 1979 | Si Todo Hiciera Crack | lp      | enig studioalbum |